# Fontangy
Fontangy település Franciaországban, Côte-d’Or megyében. Lakosainak száma 157 fő (2022. január 1.). Fontangy Clamerey, Mont-Saint-Jean, Vic-sous-Thil, Charny, Missery, La Motte-Ternant, Nan-sous-Thil és Noidan községekkel határos.

## Népesség
A település népességének változása:
| Lakosok száma | 204  | 166  | 153  | 151  | 159  | 148  | 139  | 133  | 142  | 157  |
|               | 1968 | 1982 | 1990 | 2006 | 2013 | 2015 | 2017 | 2019 | 2020 | 2022 |